# Bani Yas
Les Bani Yas sont une confédération de tribus issues des Émirats Arabes Unis.
La confédération comprend plus de vingt tribus, parmi lesquelles : les Al Bu Falah, les Al Bu Mahain, les Qubaisat, les Mazari, les Maharibah, les Al Mishaghih et les Sudan.
Au XVIe siècle, ils sont mentionnés dans un récit de voyage d'un joaillier vénitien, Gasparo Balbi qui cite l'île des "Sir beni ast" comme lieu important pour la pêche de perles.
Une partie des Bani Yas menaient une vie nomade à Abu Dhabi. D'autres vivaient dans l'oasis de Liwa, et à Dubaï.
Ils vivaient principalement du commerce de perles.
Au début du XXe siècle, l'anglais Lorimer écrivit dans son journal que les Bani Yas étaient au nombre de 12 000.
Les Bani Yas ont fondé la capitale des Émirats, Abu Dhabi, en 1760, lorsqu'ils y découvrirent de l'eau.